# Vadão
Oswaldo Fumeiro Alvarez, känd som Vadão, född 21 augusti 1956 i Monte Azul Paulista i delstaten São Paulo, död 25 maj 2020 i São Paulo, var en brasiliansk fotbollsspelare och tränare.
Vadão var tränare för Brasiliens damlandslag i fotboll 2014–2016 och 2017–2019.